# Lalgaye
Lalgaye  là một tổng thuộc  tỉnh Koulpélogo ở phía đông Burkina Faso. Thủ phủ là thị xã Lalgaye. Theo điều tra dân số năm 1996, tổng này có tổng dân số 18.691 người .

## Các thị xã và làng xã
- Lalgaye (4 172 dân) (thủ phủ)
- Dibli (982 dân)
- Gouli (632 dân)
- Guini (651 dân)
- Kieblin (312 dân)
- Kimzim (648 dân)
- Lalgaye (2 069 dân)
- Lalgaye Yarce (437 dân)
- Nassiega (1 125 dân)
- Pihitenga (692 dân)
- Paore (342 dân)
- Pissiongo (260 dân)
- Sablogo (970 dân)
- Tensobentenga (2 292 dân)
- Tiguetin (990 dân)
- Yalgo (2 117 dân)